# Zamek w Brześciu Kujawskim
Zamek w Brześciu Kujawskim – zamek zbudowany w 1. połowie XIV wieku w Brześciu Kujawskim. Zniszczony w czasie Potopu szwedzkiego i rozebrany w XVIII wieku. Obecnie w miejscu zamku wznosi się budynek dawnego więzienia z 1800 roku, przebudowany w 1919 roku na szkołę.
Pierwotna warownia i siedziba kasztelanii w Brześciu znajdowała się na terenie obecnej wsi Stary Brześć. W obrębie dzisiejszego miasta zamek zbudował na początku XIV wieku przypuszczalnie Władysław Łokietek lub Wacław II lub w połowie XIV wieku Kazimierz Wielki. Zamek wzmiankowany był w 1334 roku w dokumentach wydanych przez wielkiego mistrza krzyżackiego Luthera z Brunszwiku i Kazimierza Wielkiego. W kwietniu 1332 roku zamek i miasto zostały zdobyte przez oddziały zakonu krzyżackiego pod dowództwem Ottona z Lauterbergu. Krzyżacy zwrócili zamek w 1343 roku w wyniku podpisania pokoju w Kaliszu z Kazimierzem Wielkim. Kazimierz Wielki przebywał na zamku już w marcu 1344 roku. W 1364 roku Kazimierz Wielki przeznaczył znaczną kwotę 500 grzywien praskich na remont zamku. W XIV i XV wieku obiekt pełnił ważną rolę militarną w pobliżu granicy z państwem krzyżackim. Z tego powodu na zamku często przebywał król Władysław Jagiełło, który w okresie 1399-1430 odwiedził zamek 26 razy. Po zakończeniu prowadzonej z Krzyżakami Wojny trzynastoletniej (1454–1466) zamek stracił znaczenie militarne i przede wszystkim pełnił rolę siedziby administracyjnej dla starostów brzeskich. Król Zygmunt I Stary przebywał na zamku 5 razy.  
Gotycki zamek mierzył około 40 x 47 m i składał się m.in. z prostokątnego głównego domu zamkowego o wymiarach 12,6 × 23,3 m, ulokowanego w północnej części założenia, w miejscu obecnie istniejącego budynku z 1800 roku. Obok głównego budynku od wschodu znajdowała się wieża z bramą wjazdową, do której prowadził most zwodzony. Zamek otaczał ceglany mur obwodowy na planie nieregularnego czworokąta. W narożniku południowo-wschodnim przypuszczalnie wznosiła się niewielka wieża cylindryczna o średnicy 6,5 metra (Wieża Kesza [Kusa]). Główna wieża zamkowa mogła znajdować się w narożniku północno-zachodnim, obok domu zamkowego. Potwierdza to lustracja z 1564-1565 roku i rycina Erika Dahlberga z 1657 roku. Mury zamkowe były połączone z miejskimi murami obronnymi. Droga do zamku prowadziła od północy, a więc od strony miasta przez otoczony parkanem przygródek ze stajnią z szachulca i dom masztalerski. Przygródek oddzielał od zamku szeroki do 23 metrów przekop, nad którym był zbudowany drewniany most. Po okresie rządów starosty Mikołaja z Brudzewa (starosta 1455-1494) zamek w 1494 roku został opisany jako zrujnowany (...in castro omnia sunt ruinosa...). Po 1563 roku starostowie brzescy Sebastian Mielecki (starosta w latach 1563-1572) oraz jego brat Hieronim Mielecki (zm. 1588), wyremontowali i rozbudowali zamek wznosząc nowe budynki we wschodniej części dziedzińca. 
Zamek został spalony w 1657 roku podczas potopu szwedzkiego. Po II rozbiorze Polski Brześć został zajęty przez Prusaków, którzy rozebrali zabudowania zamkowe i na fundamentach średniowiecznego głównego domu zamkowego zbudowali około 1800 roku budynek, w którym ulokowano więzienie kryminalne określane jako "Dom Kary i Poprawy". Pruskie, a potem rosyjskie więzienie, mieściło się na terenie zamkowym do 1916 roku. W 1919 roku budynek więzienia został przebudowany w stylu neoklasycystycznym na Szkołę nr 1 im. Władysława Łokietka, która działała tu do 1986 roku. Z zamku Kazimierza Wielkiego przetrwały jedynie fundamenty w podziemiach istniejącego budynku.
W 1986 roku Romualda Hankowska i Z.Nawrocki przeprowadzili wstępne studia architektoniczne istniejącego na terenie zamku budynku szkolnego, a w latach 1989-1992 na terenie zamku przeprowadzono badania archeologiczne pod kierunkiem prof. dra hab. Leszka Kajzera. Od lat 90. XX wieku na parterze budynku mieścił się Urząd Pocztowy, a na piętrze biblioteka miejska. W 2020 roku budynek wystawiono na sprzedaż.

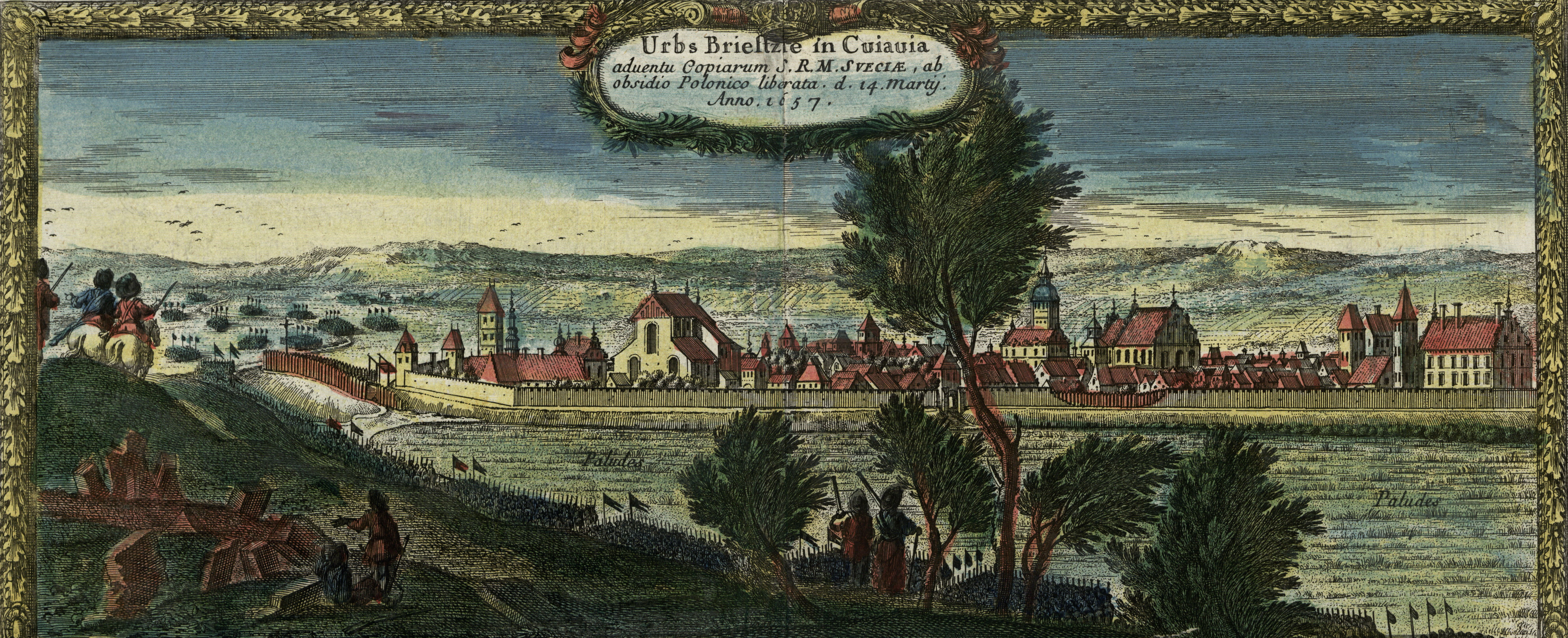
Panorama Brześcia Kujawskiego w 1657 r. od zachodu, miedzioryt na podstawie rys. Erika Dahlbergha. Po prawej stronie zamek w Brześciu Kujawskim